# 北海道南富良野高等学校
北海道南富良野高等学校（ほっかいどうみなみふらのこうとうがっこう、Hokkaido Minami Furano High School）は、北海道空知郡南富良野町に所在する町立高等学校である。

## 沿革
- 1949年 - 北海道富良野高等学校幾寅分校（夜間定時制）として開校。
- 1952年 - 北海道南富良野高等学校として独立。
- 1969年 - 夜間定時制から昼間季節制へ改組。
- 1978年 - 全日制普通科へ改組。
- 2003年 - 制服改定。

## 特色
道内唯一のカヌー部があり、毎年インターハイ、国民体育大会に出場している。
また、カーリング部も高校で道内唯一の部活である。また、「全国高等学校カーリング選手権」に3年連続出場し、2008年3月には全国準優勝を果たし、カナダの国際大会に出場している
国際交流派遣事業として、毎年オーストラリアなどへ5名の生徒を派遣している。
また、資格取得者へ向けての個人的な指導を行い、一回目の受験者には全額助成し、二回目からは合格すれば全額助成する。
ただし、級などの違う資格や別の資格は一回目とするが、級が違う場合は下級の級を取得後のみ一回目とする。
二学年からは選択科目が選択できる。
内容は
一型文系と一型理系、二型と選択でき、一型は進学優先の選択科目で、
二型は就職優先となっている。
学校のイメージキャラクターを2015年に募集し同年に決定イメージキャラクターの缶バッジを同町道の駅にて販売している。
公共交通機関通学者には町と学校が通学費を全額助成している。